# Nicholas J. Wade
Nicholas James Wade (* 1942) ist ein britischer Kognitionspsychologe.

## Leben
Nicholas J. Wade ist emeritierter Professor der University of Dundee. Er forscht zur menschlichen Wahrnehmung des Raums und der Bewegung, er arbeitet auch zur visuellen Kunst. Für das Oxford handbook of eye movements (2011) schrieb er mit W. Tatler den historischen Überblick zur Geschichte der visuellen Wahrnehmungsforschung. Er sorgte für die Übersetzung und Veröffentlichung von historischen Arbeiten zur Wahrnehmungspsychologie, so Johann Joseph Oppels Arbeit zur Optischen Täuschung, Arbeiten von Édouard Claparède, Galileo Galilei, Helmholtz, Johannes Müllers Handbuch der Physiologie, Domenico Ragona-Scinà, Silvanus Phillips Thompson, Marius Tscherning, William Charles Wells, Thomas Young und anderer.
Die Zeitschrift The Psychologist der British Psychological Society brachte 2018 seinen Artikel The age of illusions als Aufmacher.

## Schriften (Auswahl)
- mit Marco Piccolino: Galileo's Visions: Piercing the spheres of the heavens by eye and mind. Oxford: Oxford University Press, 2013 ISBN 978-0-19-955435-5
- mit Benjamin W. Tatler: Origins and applications of eye movement research. In: S. Liversedge, I. Gilchrist, S. Everling (Hrsg.): The Oxford handbook of eye movements. Oxford: Oxford University Press, 2011, S. 17–43
- Circles: Science, Sense and Symbol. Dundee: Dundee University Press, 2007 ISBN 978-1-84586-019-6
- mit Marco Piccolino: Insegne Ambiguë. Percorsi Obliqui tra Storia, Scienza e Arte, da Galileo a Magritte. Pisa: Edizioni ETS, 2007 ISBN 978-88-467-1736-8
- mit Benjamin W. Tatler: The Moving Tablet of the Eye: The Origins of Modern Eye Movement Research. Oxford: Oxford University Press, 2005 ISBN 0-19-856616-6
- Perception and Illusion. Historical Perspectives. New York: Springer, 2005
- (Hrsg.): Müller’s Elements of Physiology. 4 Bände Bristol: Thoemmes, 2003
- Destined for Distinguished Oblivion: The Scientific Vision of William Charles Wells (1757–1817). New York: Kluwer/Plenum, 2003
- (Hrsg.): Thomas Young's Lectures on Natural Philosophy and the Mechanical Arts (1807). Bristol: Thoemmes, 2002
- mit J. Brozek: Purkinje's Vision. The Dawning of Neuroscience. Mahwah, NJ: Lawrence Erlbaum Associates, 2001
- (Hrsg.): The Emergence of Neuroscience in the Nineteenth Century. 8 Bände. London: Routledge, 2000
- (Hrsg.): Helmholtz's Treatise on Physiological Optics. 3 Bände. Bristol: Thoemmes Press, 2000
- A Natural History of Vision. Cambridge, MA: MIT Press, 1998
- Psychologists in Word and Image. Cambridge, MA: MIT Press, 1995
- mit M. Swanston: Visual Perception: An Introduction. London: Routledge, 1991. Zweite Auflage 2001
- Visual Allusions: Pictures of Perception. London: Lawrence Erlbaum, 1990
- (Hrsg.): Brewster and Wheatstone on Vision. London: Academic Press, 1983
- Nicholas Wade (* 1942): The Art and Science of Visual Illusions. In: Routledge & Kegan Paul, London UK (Hrsg.): International Library of Psychology, University of London UK. Routledge & Kegan Paul, London UK 1982, ISBN 0-7100-0868-6.